# Timandra comptaria
Timandra comptaria là một loài bướm đêm trong họ Geometridae.